# Osvaldo Golijov
Osvaldo Noé Golijov, né le 5 décembre 1960 à La Plata, est un compositeur argentin de musique classique travaillant également pour le cinéma.

## Biographie
Golijov est né en Argentine d'une mère roumaine et d'un père ukrainien. Il a émigré en Israël, où il a vécu trois ans. Il vit désormais aux États-Unis, près de Boston (MA).
Son œuvre est influencée par la musique klezmer. Il a enregistré plusieurs fois avec le Quatuor Kronos et le clarinettiste David Krakauer.
Après avoir composé la bande-originale du film The Man Who Cried en 2000, il collabore avec Francis Ford Coppola pour L'Homme sans âge en 2007 et Tetro en 2009.

## Discographie
- Ainadamar (Deutsche Grammophon, Dawn Upshaw, Robert Spano, Atlanta Symphony Orchestra)
- Ayre (Deutsche Grammophon)
- La Pasión según San Marcos - The Passion according to St. Mark (Hänssler Classic)
- Yiddishbbuk (EMI Classics)
- The Dreams and Prayers of Isaac the Blind (Nonesuch)
- Nuevo arrangements for the Kronos Quartet (Nonesuch)
- The Man Who Cried (bande-originale de film) (Sony Classical)
- Caravan (arrangements pour le Kronos Quartet) (Nonesuch)
- Voices of Light - Chansons interprétées par la soprano Dawn Upshaw (Nonesuch)
- Night Prayers - Composition K'vakarat sur un enregistrement du Kronos Quartet (Nonesuch)
- World to Come - Composition Mariel jouée par la violoncelliste Maya Beiser (Koch Int'l Classics)
- Composition Goulash Oración Lucumí jouée par le violoncelliste Matt Haimovitz (Oxingale)
- Anthem - Composition Omaramor jouée par le violoncelliste Matt Haimovitz (Oxingale 1238)
- Klezmer Concertos and Encores composition Rocketekya sur un enregistrement de klezmer (Naxos)
- Borromeo String Quartet Living Archive 29 février 2004 (CD/DVD/VHS) - Compositions Yiddishbbuk et Tenebrae
- Voices of our Time - Dawn Upshaw (DVD) Composition Lúa Descolorida (TDK VTDU)

## Filmographie
- The Man Who Cried de Sally Potter
- L'Homme sans âge (Youth Without Youth) de Francis Ford Coppola
- Tetro  de Francis Ford Coppola
- Twixt de Francis Ford Coppola
- Megalopolis de Francis Ford Coppola

## Récompenses
- 2003 : Prix MacArthur.